# Федосеев, Дмитрий Борисович
Дми́трий Бори́сович Федосе́ев (3 октября 1965, Пермь, РСФСР, СССР) — российский футболист, игрок (защитник) и тренер по мини-футболу, футбольный и спортивный функционер. Основатель (1993), игрок (1993—1999), главный тренер (1993—1998), генеральный директор (1993—1999, 2015—?) МФК «Норильский никель». Председатель комитета по физической культуре, спорту и туризму администрации Норильска (2000—2002). Главный технолог олимпийского комплекса «Лужники» (2004—2009). Директор ФК «Енисей» (с 2023).

## Биография
Дмитрий Федосеев родился 3 октября 1965 года в Перми.
В 1982—1987 годах учился на кафедре криолитологии и гляциологии географического факультета Московского государственного университета имени М. В. Ломоносова. Однокурсниками Дмитрия Федосеева были предприниматель, общественный и политический деятель, депутат Государственной думы РФ VI созыва Михаил Слипенчук; музыкант, саксофонист группы «Несчастный случай» Павел Мордюков; художник-иллюстратор, художник журнала «Эксперт», первый главный художник журнала «Большой город» Глеб Бозов; журналист, основатель и главный редактор журнала экстремальных видов спорта «Вертикальный мир» Артём Зубков.
В 1987—1989 годах служил в Советской Армии. В 1989 году переехал в Норильск, где в должности научного сотрудника Научно-исследовательского, проектно-изыскательского и конструкторско-технологического института оснований и подземных сооружений имени имени Н. М. Герсеванова (НИИОСП) занимался научно-исследовательскими работами по строительству и эксплуатации зданий и сооружений в условиях вечномёрзлых грунтов.
С детства постоянно играл в футбол на любительском уровне, продолжая играть во время учёбы в университете, в армии, в свободное время в Норильске. В 1993 году в двадцативосьмилетнем возрасте начал профессиональную футбольную карьеру, основав в Норильске мини-футбольный клуб «Норильск» (в 1998 году переименованный в МФК «Норильский никель») и став в нём одновременно игроком (1993—1999), главным тренером (1993—1998) и генеральным директором (1993—1999). В 2000 году после года работы исполнительным и техническим директором покинул команду, оставшись соучредителем клуба. Инициировал и создал норильское отделение Российской ассоциации мини-футбола (НО РАМФ), в котором был председателем. Организовал региональную систему соревнований (Таймырская группа команд 1 лиги, краевые, окружные, городские соревнования, спартакиада Норильского ГМК) и работу клуба болельщиков МФК «Норильский никель».
В 2000—2002 годах был председателем комитета по физической культуре, спорту и туризму администрации Норильска. Учредитель Заполярной федерации горнолыжного спорта и сноуборда.
В 2002 году переехал в Москву. В 2004—2009 гг. — главный технолог олимпийского комплекса «Лужники». Был основным исполнителем работ по подготовке большой арены «Лужников» к проведению финала Лиги чемпионов УЕФА 21 мая 2008 года, в частности устройства сборно-разборного натурального поля.
На свои средства и своими силами построил мини-футбольную площадку в детском саду в Кузьминках, где стал тренировать детей дошкольного возраста.
В 2010 году инициировал и создал федерацию футбола по версии К2 (два касания).
В 2015 году вновь после 1999 года занял должность генерального директора МФК «Норильский никель».
3 ноября 2023 года был назначен на должность директора клуба «Енисей». 
Мастер спорта России по мини-футболу.
Женат, двое детей.
Свободно владеет английским языком.

## Цитаты
«Футбольный курьер», 2008:
Дмитрий Федосеев <...> был настоящим генератором идей и главным идеологом в деле пропаганды [в Норильске] нового тогда для многих вида спорта — мини-футбола. Аргументы у Дмитрия Борисовича были железные. Первый: детям нужен футбол. Второй: норильским детям футбол нужен особенно. Третий: демократия (на дворе стоял девяностый год прошлого столетия) это хорошо для политики, но очень плохо для спорта — остаточное финансирование, полное забвение проблем и жизнь по принципу: тебя посылают к чёрту, а ты идёшь куда хочешь. Дети идут не в спортзалы, а на дискотеки, в клубы, бары. Мальчишек надо чем-то занять, если мы не хотим их потерять.

### Интервью
- Любимов Дмитрий. Тот прав, у кого больше трав // Московский комсомолец. — 28 марта 2007 года.

### Статьи
- Хантайский Л. Как следует вдохнули и… // Заполярная правда. — № 101. — 24 июня 1998 года.
- Крамарева Т. Голы. Очки. Секунды // Заполярная правда. — № 162. — 24 октября 2001 года.
- Шпенков Михаил. Финал Лиги чемпионов пройдет в «Лужниках» на мятлике и овсянице // Известия. — 5 октября 2007 года.
- Охнянский Олег. Мини-футбольная команда «Норильский никель»: как это было // Футбольный курьер. — 2008. — Январь.
- В «Лужниках» — новый газон // Советский спорт. — 5 июля 2008 года.